# La Classe de 5e
 (février 2017).
La Classe de 5e est un jeu télévisé québécois, diffusé du 5 février 2009 au 25 avril 2011 sur le réseau TVA. L'émission, une adaptation du concept américain Are You Smarter Than a 5th Grader?, est animée par l'animateur et acteur québécois Charles Lafortune, qui a également animé L'École des fans (émission avec des enfants) et Le Cercle (jeu télévisé).
L'émission est tournée à Montréal et met au défi des participants âgés de 18 ans et plus pour prouver qu'ils sont plus brillant qu'un élève de 5e année en leur posant des questions de culture générale (histoire, français, géographie, mathématiques, épellation, géométrie, musique, etc.) tirées des programmes scolaires du primaire. Les décors de l'émission sont similaires à la version américaine. Les participants pourront gagner jusqu'à 250 000 $. Si le participant ne réussit pas à gagner contre les élèves de 5e année, il devra se tourner face à la caméra et affirmer : « Je ne suis pas plus brillant(e) qu'un élève de 5e ».
La classe pour l'émission est composée de cinq élèves de 5e année, choisis exprès pour le jeu.

## Liste des valeurs
- 1 000 $
- 2 000 $
- 5 000 $
- 7 500 $
- 10 000 $
- 25 000 $
- 50 000 $
- 75 000 $
- 100 000 $
- 125 000 $
- 250 000 $

## Jeunes participant à l'émission
- Saison 1 : Alexandre, Aurélie, Marie-Élyse, Rémi, Jérémie
- Saison 2 : Cédric, Marie-Ève, Sébastien, Frédérique, Marc-Antoine
- Saison 3 : Laurent, Yasmin, Sophie, Justin, Gabriel

## Sources
- « ÊTES-VOUS PLUS BRILLANT QU’UN ÉLÈVE DE 5e ANNÉE ? C’EST L’OCCASION DE LE PROUVER ! », sur Canoë, 3 mars 2008 (version du 6 septembre 2008 sur Internet Archive)
- Julie Rhéaume, « «La classe de 5e» à la recherche de concurrents », sur Showbizz.net, 3 mars 2008 (version du 5 mars 2008 sur Internet Archive)
- Richard Therrien, « La classe de 5e» aussi généreuse que «Le Banquier» à TVA », Le Soleil, vol. 112, no 66,‎ 4 mars 2008, A2 (lire en ligne)